# Trupanea brunneipennis
Trupanea brunneipennis
 es una especie de insecto díptero que Hardy describió científicamente por primera vez en el año 1973.
Esta especie pertenece al género Trupanea de la familia Tephritidae.